# أذن الفأر المزدحم
أذن الفأر المزدحم (الاسم العلمي:Myosotis congesta) هو نوع من النباتات يتبع جنس أذن الفأر من الفصيلة الحمحمية.